# Félix-Étienne Ledent
Pour les articles homonymes, voir Ledent.
Félix-Étienne Ledent, né le 17 novembre 1816 à Liège et mort dans cette ville le 23 août 1886, est un musicien, pianiste; professeur de musique belge et directeur par intérim du conservatoire royal de Liège. 

## Biographie
Félix-Étienne Ledent naît à Liège dans ce qui est alors le royaume uni des Pays-Bas. Il est élève au conservatoire royal de Liège avec comme professeur Jules Jalheau, que le directeur du conservatoire royal de Liège, Louis Joseph Daussoigne-Méhul, fait venir de Paris pour enseigner le piano dans son conservatoire de musique. 
En 1844, Félix-Étienne Ledent obtient le prix de Rome belge.
Par la suite il devient professeur de piano au conservatoire royal de Liège en même temps que son collègue Jean-Théodore Radoux, professeur en harmonie. Il a parmi ses élèves, le musicien québécois Gustave Gagnon.
En 1871-1872, Félix-Étienne Ledent est nommé Directeur intérimaire du conservatoire royal de Liège, à la suite du décès d'Étienne Soubre. C'est son ami Jean-Théodore Radoux qui lui succédera.

## Pour approfondir